# Jagdzeit (Jagdrecht)
Jagdzeiten, auch Schusszeiten genannt, sind Zeiten, in denen einzelne Wildarten bejagt werden dürfen.
Sie sind im Bundesjagdgesetz §§ 1 und § 22, in den Landesjagdgesetzen und entsprechend in der „Verordnung über die Jagdzeiten“ für Deutschland festgelegt.
In Deutschland hat das Landesjagdgesetz Vorrang vor dem Bundesjagdgesetz und ebenso die Landesjagdverordnung Vorrang vor der Bundesjagdverordnung. Einfaches Prinzip: Grundsätzlich gilt Bundesrecht, aber wenn die Länder eigene Regeln haben, gelten diese. Das gilt insbesondere auch für die Jagdzeiten. Nur wenn ein Bundesland für eine Tierart keine abweichende Regelung hat, gelten die Jagdzeiten aus der JagdzeitV 1977. Die aktuellen Jagdzeiten für alle zu bejagenden Tierarten sind auf der Jagdzeiten-Seite des Bundeslandes zu finden. Die Zeit außerhalb der Jagdzeit wird als Schonzeit bezeichnet.